# Ипитис, Иоаннис
Иоаннис Ипитис (греч.  Ιωάννης Ηπίτης ; 1867, Афины — 1956) — греческий вице-адмирал, участник Балканских войн и Малоазийского похода, начальник генерального штаба греческого флота (1920—1921).

## Семья
Иоаннис Ипитис родился 3 августа 1867 года в Афинах, в довольно известной в греческой столице семье.
Дед, врач Петрос Ипитис (1795—1861), был известным членом революционной организации Филики Этерия, участником Освободительной войны (1821—1829) и личным врачом Александра Ипсиланти.
Отец, Теодорос Ипитис (1822—1879), родился в Одессе, учился в греческих, российских, французских университетах, окончил военное училище в Петербурге и был российским, а затем греческим офицером.
Мать была из семьи известного участника Освободительной войны, капитана и судовладельца, а затем вице-адмирала и премьер-министра страны Антониса Криезиса.
Старший брат, Антонис Ипитис (1854—1927), стал армейским офицером, преподавателем Военного училища эвелпидов, а затем составителем и издателем известных греко-французских и франко-греческих словарей.

## Начало флотской карьеры
Ипитис первоначально поступил в Военное училища эвелпидов, после чего, 20 мая 1884 года, перешёл в только что созданное Училище морских кадетов.
Окончил училище 18 июня 1888 года, в звании энсина (мичмана).
В период 1903-1905 годов преподавал электрику в Училище морских кадетов и был заместителем директора училища.
В период 1906-1907 годов был в группе офицеров надзора за строительством эсминца «Сфендони» на верфи Yarrow в Англии.

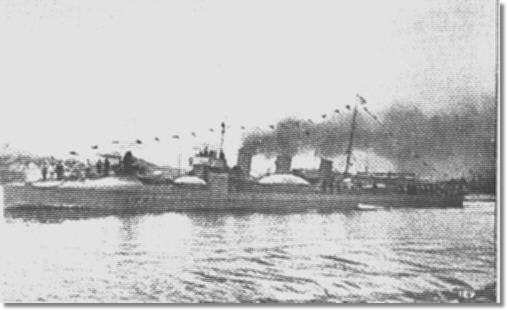
Эсминец Ники.

В период 1911-1912 годов стал директором Училища морских кадетов.
В начале 1912 года был назначен командиром эсминца «Ники».

## Балканские войны
К началу Балканских войн (1912—1913) Ипитис был капитаном эсминца «Сфендони».
С началом войны, эсминец нёс вымпел командующего Первой группой эсминцев капитана И. Ипитиса («Сфендони», «Логхи», «Навкратуса».
22 октября 1912 года «Сфендони» был послан к острову Хиос, для сбора информации о турецких силах на острове и определения места высадки десанта.
Утром 1 декабря 1912 года «Сфендони», патрулируя у входа в Дарданеллы, вместе с «Логхи», перехватил вышедший из проливов турецкий эсминец. Греческие эсминцы открыли огонь, на который ответил не турецкий эсминец, а турецкие батареи с европейского и малоазийского берега. «Сфендони» и «Логхи» вышли из под огня маневрируя. В полдень того же дня «Сфендони» завязал безрезультатную перестрелку с крейсером «Меджидие», с дистанции 6000 метров.
3 (16) декабря 1912 года, «Сфендони», в составе греческого флота, ведомого флагманом броненосным крейсером «Авероф», под командованием адмирала Кунтуриотиса, принял участие в греческой победе над турецким флотом у Элли, находясь между островами Имврос и Тенедос, в западном секторе сражения.
5 (18) января 1913 года «Сфендони» наряду с 4 греческими броненосцами и 8 эсминцами принял участие в последовавшей греческой победе над турецким флотом у Лемноса, после которой турецкий флот не посмел более выйти из проливов.
12 (25) марта 1913 года «Сфендони» был в составе эскорта кораблей сопровождавших королевскую «Амфитрити IV», с телом убитого в македонской столице короля Георга. 

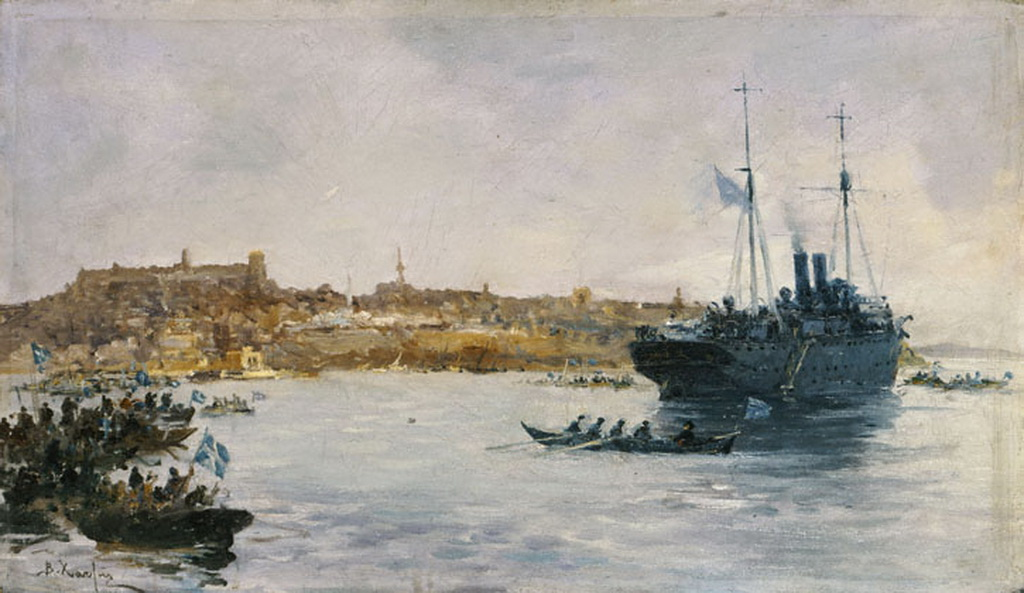
Художник Хадзис, Василиос. Десант греческого флота в Кавале, 1913.

В непродолжительной Второй Балканской войне (1913) Ипитис был капитаном броненосца «Идра» и возглавил маленькую эскадру, поддерживающую огнём из залива Стримонико́с греческие части наступавшие против болгарских позиций на горе Пангео.
Во главе этой эскадры Ипитис создал видимость десанта в заливе города Кавала у Сара-сабан, что вынудило болгар спешно оставить Кавалу, которая на следующий день была занята греческой армией.

## Первая мировая война
Перед началом Первой мировой войны, Ипитис вновь преподавал электрику в Училище морских кадетов, а также написал учебники «Уроки электрики» (в трёх томах) и «О торпедах».
После начала Первой мировой войны, и в звании контр-адмирала (с 1914 года) Ипитис был командующим т.н. лёгкого флота, почти все корабли которого были конфискованы Антантой в октябре 1916 года.
Будучи монархистом, в период Национального раскола и после возвращения премьер-министра Венизелоса в Афины (июнь 1917 года), Ипитис был отстранён от командных должностей, демобилизован и не принял участие в боевых действиях флота.

## Малозийский поход
После окончания Первой мировой войны и по мандату Антанты, греческая армия высадилась на западном побережье Малой Азии.
В последовавшем Малоазийском походе греческой армии (1919—1922) греческий флот не имел реального противника на море и ограничился поддержкой высадки войск, патрулированием и досмотром иностранных торговых судов в акватории Эгейского моря, и нескольких турецких портов.
Ноябрьские выборы 1920 года монархистская «Народная партия» провела под лозунгом «мы вернём наших парней домой». Получив поддержку, значительного тогда, мусульманского населения, на выборах победили монархисты.
Победа монархистов нанесла неожиданный и страшный удар внешнеполитическим позициям Греции и стала роковым событием для греческого населения Малой Азии. Союзники предупредили, что в случае возвращение в Грецию германофила короля Константина они прекратят финансовую помощь и заморозят кредиты.
Возвращение в страну Константина освободило союзников от обязательств по отношению к Греции. У. Черчилль, в своей работе «Aftermath» (С. 387—388) писал: «Возвращение Константина расторгло все союзные связи с Грецией и аннулировало все обязательства, кроме юридических. С Венизелосом мы приняли много обязательств. Но с Константином, никаких. Действительно, когда прошло первое удивление, чувство облегчения стало явным в руководящих кругах. Не было более надобности следовать антитурецкой политике».
Не находя решения в вопросе с греческим населением запада Малой Азии, новое правительство продолжило войну.
Контр-адмирал И. Ипитис, будучи монархистом, был назначен на пост начальника генерального штаба флота.
Ипитис оставался на этом посту до 26 апреля 1921 года, после чего принял командование Второй эскадрой флота, базировавшейся в Константинополе.

### Рейд на Самсун
Операции греческого флота вдоль черноморского побережья на всём протяжении войны были ограниченными по объективным и политическим причинам.
Побережье от Гераклеи Понтийской и до грузинской/ советской границы номинально оставалось под султанским контролем, а в операционном плане было в юрисдикции британского флота.
Разведывательные выходы кораблей греческого флота лишь констатировали факты продолжавшегося Геноцида понтийских греков.
Выходы кораблей флота не могли остановить сам геноцид, как не могли оказать существенной помощи скрывавшимся в горах выжившим жителям Понта и понтийским партизанам.
Немногочисленные выходы кораблей греческого флота в Чёрное море были использованы кемалистами для интенсификации и завершения геноцида понтийских греков.
В последний год войны греческий флот совершил свою самую большую операцию в Чёрном море. 31 мая 1922 года был совершён рейд на Самсун.
Город к тому времени стал центром снабжения кемалистов грузами поступающими из советской России и в его порту базировалось большое число малых судов для этих перевозок.
Кроме того, в городе были расположены султанские склады боеприпасов, которыми однако свободно пользовались кемалисты.
Для нейтрализации этой базы снабжения кемалистов была сформирована эскадра, в состав которой вошли крейсер «Авероф», эсминцы «Иэракс» и «Пантир» и вспомогательные крейсера «Адриатикос» и «Наксос». Эскадру, на борту броненосца «Авероф», возглавил И. Ипитис.
Адмирал Ипитис, перед началом обстрела, сохраняя дипломатический и военный этикет, во избежание жертв среди гражданского населения и несмотря на турецкие зверства против греческого населения, галантно информировал турецкие власти о том какие объекты порта и города будут обстреляны.
В результате обстрела были разрушены склады оружия и боеприпасов, причалы и ошвартованные суда, танки нефти и бензина, казармы на холме Чарчамба, здания таможни и портовых властей.
При обстреле пострадали минарет и дом губернатора Фаик-бея.

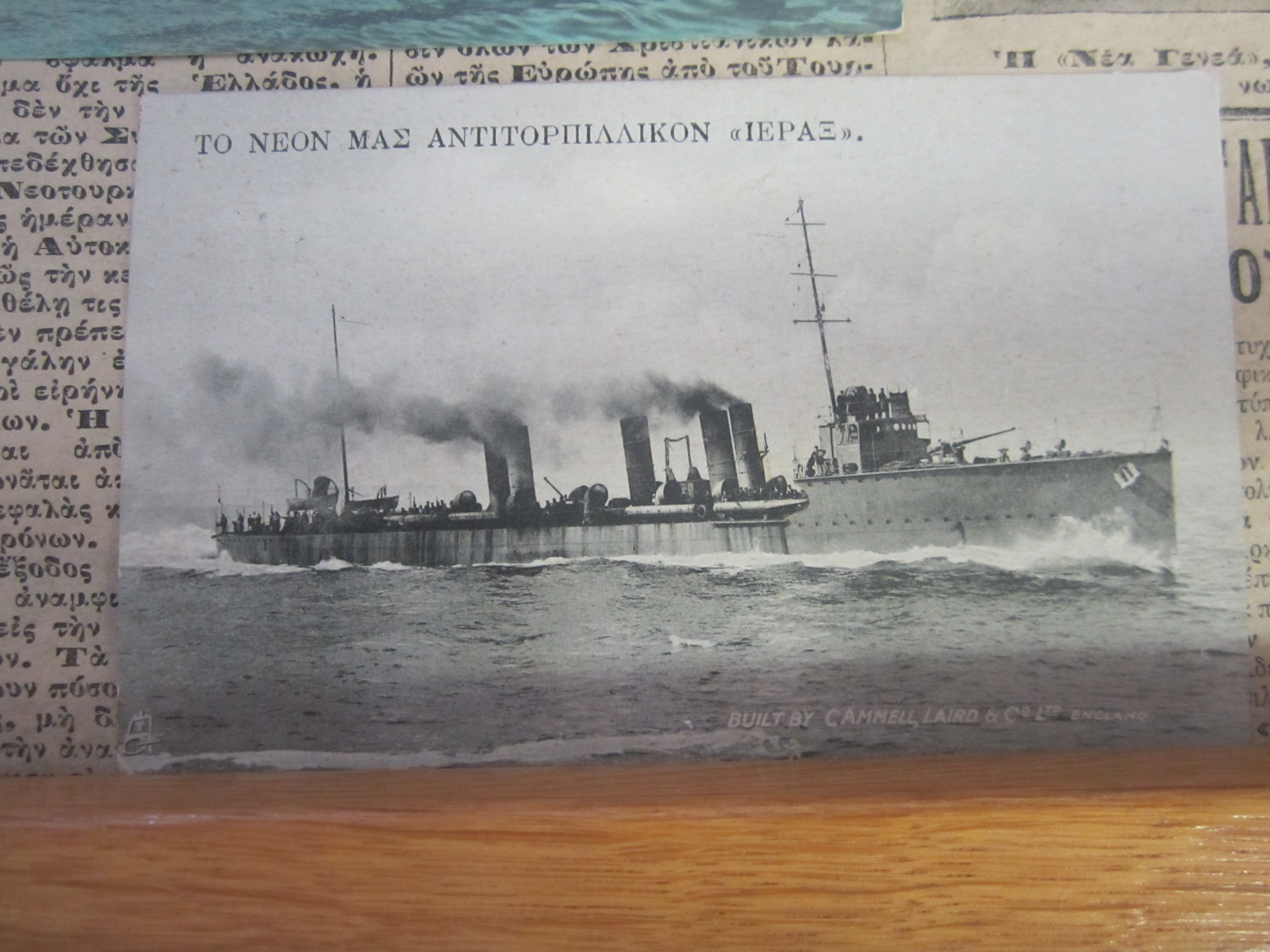
Греческий эсминец «Иэракс» на момент приобретения в 1912 году.

На огонь кораблей ответили 6 турецких батарей полевой артиллерии, но они были подавлены огнём с «Авероф» и вспомогательного крейсера «Наксос». С аэродрома Амасии на бомбардировку греческой эскадры были посланы 3 самолёта. Один из них был сбит огнём с эсминца «Иэракс», остальные удалились.

### Эвакуация из Малой Азии и восстание армии и флота
Фронт был прорван в августе 1922 года и основной задачей флота, кроме защиты греческих островов, была эвакуация армейских частей.
В сентябре И. Ипитис командовал эскадрой оказывавшей огневую поддержку III корпусу армии, при его эвакуации из Панормос и Артаки на европейское побережье Мраморного моря.
Будучи монархистом, Ипитис не принял участие в последовавшем антимонархистском восстании сентября 1922 года армии и флота, и в январе 1923 года был демобилизован в звании вице-адмирала в отставке.

## Последующие годы
В гражданской жизни адмирал Ипитис оказывал помощь своему брату А. Ипитису в написании и издании греко-французских словарей.
Перед Второй мировой войной адмирал Ипитис стал директором созданной в 1931 году государственной организации Морской Греческий Союз (Ελληνικής Θαλάσσια Ένωση), которая была упразднена в 1935 году и её функции были переданы министерству обороны.
В октябре 1946 года адмирал Ипитис был отозван на флот и в 1947 году был включён в комиссию рассмотрения вопроса об уменьшении офицерского состава.
В 1950 году в служебном правительстве И. Теотокиса адмиралу Ипитису была предоставлена должность заместителя морского министра.
Адмирал Ипитис умер в Афинах 20 сентября 1956 года.